# Leslie Phillips
Leslie Samuel Phillips (CBE) (født 20. april 1924 i London, død 7. november 2022) var en BAFTA-nomineret engelsk skuespiller, bedst kendt for sine komiske roller og for sin stemmerolle som Fordelingshatten i Harry Potter-filmene.

## Filmografi

### Film
| År   | Titel                                         | Rolle                           | Noter       | Ref.  |
| ---- | --------------------------------------------- | ------------------------------- | ----------- | ----- |
| 1938 | Lassie from Lancashire                        | Lille rolle                     | Ukrediteret | [ 2 ] |
| 1938 | The Citadel                                   | Lille rolle                     | Ukrediteret | [ 2 ] |
| 1938 | Climbing High                                 | Lille rolle                     | Ukrediteret | [ 2 ] |
| 1939 | The Mikado                                    | Boy                             | Ukrediteret | [ 2 ] |
| 1939 | The Four Feathers                             | Boy at Parade                   | Ukrediteret | [ 2 ] |
| 1940 | The Proud Valley                              | Small Role                      | Ukrediteret |       |
| 1940 | The Thief of Bagdad                           | Urchin                          | Ukrediteret | [ 2 ] |
| 1943 | Rhythm Serenade                               | Soldier                         | Ukrediteret |       |
| 1946 | The Magic Bow                                 | Audience Member                 | Ukrediteret |       |
| 1948 | Anna Karenina                                 | Lille rolle                     | Ukrediteret | [ 2 ] |
| 1948 | The Red Shoes                                 | Audience Member                 | Ukrediteret |       |
| 1949 | Train of Events                               | Fireman                         |             | [ 2 ] |
| 1950 | The Woman with No Name                        | Officer                         |             | [ 2 ] |
| 1951 | Pool of London                                | Harry                           |             | [ 2 ] |
| 1951 | The Galloping Major                           | Reporter                        | Uncredited  | [ 2 ] |
| 1952 | The Sound Barrier                             | Controller                      | Uncredited  | [ 2 ] |
| 1953 | Time Bomb                                     | Police Sergeant                 | Uncredited  | [ 2 ] |
| 1953 | The Limping Man                               | Cameron                         |             | [ 2 ] |
| 1954 | You Know What Sailors Are                     | Embassy Secretary               | Uncredited  | [ 2 ] |
| 1955 | As Long as They're Happy                      | Box Office Manager              |             | [ 3 ] |
| 1955 | Value for Money                               | Robjohns                        |             | [ 2 ] |
| 1956 | The Gamma People                              | Howard Meade                    |             | [ 2 ] |
| 1956 | The Big Money                                 | Receptionist                    |             | [ 2 ] |
| 1957 | The Barretts of Wimpole Street                | Harry Bevan                     |             | [ 2 ] |
| 1957 | Brothers in Law                               | Shop Assistant                  |             | [ 2 ] |
| 1957 | The Smallest Show on Earth                    | Robin Carter                    |             | [ 2 ] |
| 1957 | High Flight                                   | Squadron Leader Blake           |             | [ 2 ] |
| 1957 | Les Girls                                     | Sir Gerald Wren                 |             | [ 2 ] |
| 1957 | Just My Luck                                  | Hon. Richard Lumb               |             | [ 2 ] |
| 1958 | I Was Monty's Double                          | Major Tennant                   |             | [ 2 ] |
| 1959 | The Navy Lark                                 | Lt. Pouter                      |             | [ 2 ] |
| 1959 | The Man Who Liked Funerals                    | Simon Hurd                      |             | [ 2 ] |
| 1959 | The Angry Hills                               | Ray Taylor                      |             | [ 2 ] |
| 1959 | Carry On Nurse                                | Jack Bell                       |             | [ 2 ] |
| 1959 | Carry On Teacher                              | Alistair Grigg                  |             | [ 2 ] |
| 1959 | The Night We Dropped a Clanger                | Squadron Leader Thomas          |             | [ 4 ] |
| 1959 | Please Turn Over                              | Dr. Henry Manners               |             | [ 2 ] |
| 1959 | Ferdinando I, re di Napoli                    | Pat                             |             | [ 5 ] |
| 1959 | This Other Eden                               | Crispin Brown                   |             | [ 2 ] |
| 1960 | Inn for Trouble                               | John Belcher                    |             | [ 2 ] |
| 1960 | Carry On Constable                            | PC Tom Potter                   |             | [ 2 ] |
| 1960 | Doctor in Love                                | Dr. Tony Burke                  |             | [ 2 ] |
| 1960 | Watch Your Stern                              | Lt. Cmdr. Bill Fanshawe         |             | [ 6 ] |
| 1960 | No Kidding                                    | David Robinson                  |             | [ 2 ] |
| 1961 | A Weekend with Lulu                           | Timothy Gray                    |             | [ 2 ] |
| 1961 | Very Important Person                         | Flying Officer Jimmy Cooper DFC |             | [ 2 ] |
| 1961 | Raising the Wind                              | Mervyn Hughes                   |             | [ 2 ] |
| 1962 | Crooks Anonymous                              | Dandy Forsdyke                  |             | [ 2 ] |
| 1962 | In the Doghouse                               | Jimmy Fox-Upton                 |             | [ 2 ] |
| 1962 | The Longest Day                               | RAF Officer Mac                 |             | [ 2 ] |
| 1962 | The Fast Lady                                 | Freddie Fox                     |             | [ 2 ] |
| 1964 | Father Came Too!                              | Roddy Chipfield                 |             | [ 2 ] |
| 1965 | You Must Be Joking!                           | Young Husband                   |             | [ 2 ] |
| 1966 | Doctor in Clover                              | Dr. Gaston Grimsdyke            |             | [ 2 ] |
| 1967 | Maroc 7                                       | Raymond Lowe                    |             | [ 2 ] |
| 1970 | Some Will, Some Won't                         | Simon Russell                   |             | [ 2 ] |
| 1970 | Doctor in Trouble                             | Dr. Tony Burke                  |             | [ 2 ] |
| 1971 | The Magnificent Seven Deadly Sins             | Dickie                          |             | [ 2 ] |
| 1973 | Not Now, Darling                              | Gilbert Bodley                  |             | [ 2 ] |
| 1974 | Don't Just Lie There, Say Something!          | Sir William Mainwaring-Brown    |             | [ 2 ] |
| 1975 | Spanish Fly                                   | Mike Scott                      |             | [ 2 ] |
| 1976 | Not Now, Comrade                              | Commander Rimmington            |             | [ 2 ] |
| 1985 | Out of Africa                                 | Sir Joseph                      |             | [ 2 ] |
| 1987 | Solens rige                                   | Maxton                          |             | [ 2 ] |
| 1989 | Scandal                                       | Lord Astor                      |             | [ 2 ] |
| 1990 | Mountains of the Moon                         | Mr. Arundell                    |             | [ 2 ] |
| 1991 | King Ralph                                    | Gordon Halliwell                |             | [ 2 ] |
| 1992 | Carry On Columbus                             | King Ferdinand                  |             | [ 2 ] |
| 1996 | August                                        | Professor Alexander Blathwaite  |             | [ 2 ] |
| 1997 | Caught in the Act                             | Sydney Fisher                   |             | [ 2 ] |
| 1997 | The Jackal                                    | Woolburton                      |             | [ 2 ] |
| 1998 | The Orgasm Raygun                             | The Inventor's                  | Voice       | [ 2 ] |
| 2000 | Saving Grace                                  | Vicar                           |             | [ 2 ] |
| 2001 | Lara Croft: Tomb Raider                       | Wilson                          |             | [ 7 ] |
| 2001 | Harry Potter og De Vises Sten                 | Fordelingshatten                | Stemme      | [ 7 ] |
| 2002 | Thunderpants                                  | Judge                           |             | [ 2 ] |
| 2002 | Harry Potter og Hemmelighedernes Kammer       | Fordelingshatten                | Stemme      | [ 7 ] |
| 2003 | Collusion                                     | Herbert Ames                    |             |       |
| 2004 | Millions                                      | Leslie Phillips                 |             | [ 2 ] |
| 2004 | Churchill: The Hollywood Years                | Lord W'ruff                     |             | [ 2 ] |
| 2005 | Colour Me Kubrick                             | Freddie                         |             | [ 2 ] |
| 2006 | Venus                                         | Ian                             |             | [ 8 ] |
| 2008 | Is There Anybody There?                       | Reg                             |             | [ 2 ] |
| 2011 | Late Bloomers                                 | Leo                             |             |       |
| 2011 | Harry Potter and the Deathly Hallows – Part 2 | Fordelingshatten                | Stemme      | [ 7 ] |
| 2012 | After Death                                   | Jeremiah Jones                  |             |       |

### Television
| År        | Titel                              | Rolle                    | Noter                                             | Ref.  |
| --------- | ---------------------------------- | ------------------------ | ------------------------------------------------- | ----- |
| 1948      | Morning Departure                  | Stoker Snipe             | TV film                                           | [ 2 ] |
| 1951      | BBC Sunday Night Theatre           | Redpenny                 | Episode: "The Doctor's Dilemma"                   |       |
| 1952      | The Poppenkast                     | Jan Klaassen             | TV film                                           |       |
| 1952      | My Wife Jacqueline                 | Tom Bridger              | All 6 episodes                                    | [ 2 ] |
| 1953      | For Better, for Worse              | Tony                     | TV film                                           |       |
| 1954      | The Vise                           | Hugh Lawrence            | Episode: "Lucky Man"                              |       |
| 1955      | The Vise                           | George                   | Episode: "The Better Chance"                      |       |
| 1955      | The Adventures of Robin Hood       | Sir William              | Episode: "Friar Tuck"                             | [ 9 ] |
| 1955      | The Adventures of Robin Hood       | Count de Waldern         | Episode: "Checkmate"                              | [ 9 ] |
| 1956      | BBC Sunday Night Theatre           | Willie Ragg              | Episode: "Mrs. Moonlight"                         |       |
| 1956      | ITV Television Playhouse           | Det. Sgt. Bullock        | Episode: "A Lady Mislaid"                         |       |
| 1956      | Tracey and Me                      | Wally                    | All 3 episodes                                    |       |
| 1956      | Adventure Theater                  | Jimmy                    | Episode: "The Stranger on the Sea"                |       |
| 1956      | The Adventures of Robin Hood       | Wat Longfellow           | Episode: "A Village Wooing"                       | [ 9 ] |
| 1956      | The Errol Flynn Theatre            | Venning                  | Episode: "The Red Geranium"                       |       |
| 1956      | Beauty and the Beast               | Crispin                  | TV film                                           |       |
| 1957      | Wire Service                       | Keynes                   | Episode: "Atom at Spithead"                       |       |
| 1957      | Hour of Mystery                    | Maurice Mullins          | Episode: "A Murder Has Been Arranged"             |       |
| 1957      | O.S.S.                             | Foxie                    | Episode: "Operation Chopping Block"               |       |
| 1957      | ITV Play of the Week               | Guy Robertson            | Episode: "A Voice in Vision"                      |       |
| 1958      | Saturday Playhouse                 | Tom Gregory              | Episode: "Heroes Don't Care"                      |       |
| 1958      | Saturday Playhouse                 | Tom D'Arcy MP            | Episode: "Carry On, Admiral"                      |       |
| 1958      | The Invisible Man                  | Sparrow                  | Episode: "Blind Justice"                          | [ 2 ] |
| 1959      | The Vise                           | Benson                   | Episode: "The Girl from Rome"                     |       |
| 1960      | The Adventures of Robin Hood       | Herbert                  | Episode: "The Reluctant Rebel"                    | [ 9 ] |
| 1963      | Comedy Playhouse                   | Mr. Ferris               | Episode: "Impasse"                                |       |
| 1963      | Our Man at St. Mark's              | Reverend Andrew Parker   | 7 episodes                                        | [ 9 ] |
| 1965      | Comedy Playhouse                   | Kingsley Binns           | Episode: "The Time and Motion Man"                |       |
| 1965      | Armchair Theatre                   | Clive Breeze             | Episode: "The Gong Game"                          |       |
| 1966      | ITV Play of the Week               | Jimmy Broadbent          | Episode: "The Reluctant Debutante"                |       |
| 1966      | Foreign Affairs                    | Dennis Proudfoot         | All 6 episodes                                    |       |
| 1967      | Blandings Castle                   | Reverend Esmond Gander   | Episode: "Lord Emsworth and Company for Gertrude" |       |
| 1968      | Armchair Theatre                   | Charlton                 | Episode: "A Very Fine Line"                       |       |
| 1969      | Theatre Date                       | Victor Cadwallader       | Episode: "The Man Most Likely to ..."             |       |
| 1969      | The Galton & Simpson Comedy        | Howard                   | Episode: "The Suit"                               |       |
| 1970      | The Culture Vultures               | Dr. Michael Cunningham   | All 5 episodes                                    |       |
| 1972      | Father, Dear Father                | Basil                    | Episode: "Unaccustomed as I Am"                   |       |
| 1973      | Casanova '73                       | Henry Newhouse           | All 7 episodes                                    | [ 2 ] |
| 1979      | The Lion, the Witch & the Wardrobe | Mr. Tumnus               | Voice; TV film                                    |       |
| 1983      | Live from Pebble Mill              | Alan                     | Episode: "Redundant! Or the Wife's Revenge"       |       |
| 1985      | Mr. Palfrey of Westminster         | Rupert Styles            | Episode: "Return to Sender"                       | [ 2 ] |
| 1986      | You'll Never See Me Again          | Det. Supt. Weston        | TV film                                           |       |
| 1986      | Monte Carlo                        | Baldwin                  | Both 2 episodes                                   |       |
| 1987      | Super Gran                         | P.O.W.                   | Episode: "Supergran and the Birthday Dambuster"   |       |
| 1988      | Rumpole of the Bailey              | Boxey Horne              | Episode: "Rumpole and Portia"                     | [ 2 ] |
| 1989      | Summer's Lease                     | William Fosdyke          | Episode: "Villa to Let"                           |       |
| 1990      | The Comic Strip Presents...        | Sir Horace Cutler        | Episode: "GLC: The Carnage Continues..."          |       |
| 1990      | The Comic Strip Presents...        | Dean                     | Episode: "Oxford"                                 |       |
| 1990–1991 | Chancer                            | James Blake              | 18 episodes                                       |       |
| 1990      | Who Bombed Birmingham?             | Lord Chief Justice Lane  | TV film                                           |       |
| 1991      | Performance                        | Judge Michael Argyle     | Episode: "The Trials of Oz"                       |       |
| 1990      | Life After Life                    | Wing Commander Boyle     | TV pilot                                          | [ 2 ] |
| 1992      | Thacker                            | George Thacker           | TV film                                           |       |
| 1992      | Boon                               | Alan Steen               | Episode: "Blackballed"                            |       |
| 1993      | Lovejoy                            | Major Eddie Turpin       | Episode: "The Galloping Major"                    |       |
| 1993      | Screen One                         | Johnny                   | Episode: "Royal Celebration"                      |       |
| 1993      | Performance                        | Vermandero               | Episode: "The Changeling"                         |       |
| 1994      | Bermuda Grace                      | Sir Philip Harding       | TV film                                           | [ 2 ] |
| 1994      | Honey for Tea                      | Sir Dickie Hobhouse      | All 7 episodes                                    |       |
| 1994      | The House of Windsor               | Lord Montague Bermondsey | All 6 episodes                                    | [ 2 ] |
| 1994      | Love on a Branch Line              | Lord Flamborough         | All 4 episodes                                    | [ 2 ] |
| 1994      | Screen One                         | Viscount Osgood          | Episode: "Two Golden Balls"                       |       |
| 1994      | The Ruth Rendell Mysteries         | Justin Whittaker         | 3 episodes                                        |       |
| 1995      | Woof!                              | Mr. Hawksmoor            | Episode: "Dog Latin"                              |       |
| 1996      | The Canterville Ghost              | George, Lord Canterville | TV film                                           | [ 2 ] |
| 1996      | The Kensington Cat                 | Sir John                 | TV film                                           |       |
| 1996      | The Carousel of Death              | Sir John                 | TV film                                           |       |
| 1996      | The Blind                          | Sir John                 | TV film                                           |       |
| 1996      | The Bill                           | The Professor            | Episode: "Cheating"                               |       |
| 1996      | Tales from the Crypt               | Mycroft Amberson         | Episode: "Fatal Caper"                            |       |
| 1996      | Dennis the Menace                  | Mr. Greenfly             | Voice; Episode: "Wanted!"                         |       |
| 1997      | The Pale Horse                     | Lincoln Bradley          | TV film                                           |       |
| 1998      | Liverpool 1                        | J Rex Negus              | Episode: "Paper Trail"                            |       |
| 1999      | Days Like These                    | Saint Peter              | Episode: "Grandma's Dead"                         |       |
| 1999      | Dalziel and Pascoe                 | James Westropp           | Episode: "Recalled to Life"                       | [ 2 ] |
| 2000      | Cinderella                         | Felim                    | TV film                                           |       |
| 2000      | Take a Girl Like You               | Lord Archie Edgerstone   | Episode: "Part 3"                                 |       |
| 2000      | Aladdin                            | Prince Hugely Suave      | TV film                                           |       |
| 2001–2004 | Revolver                           | The Safecracker          | 7 episodes                                        |       |
| 2001      | Sword of Honour                    | Gervase Crouchback       | TV film                                           |       |
| 2002      | Outside the Rules                  | Hal Porter               | 2 episodes                                        |       |
| 2002      | Monarch of the Glen                | Louis Grimshaw           | Episode: #4.3                                     |       |
| 2002      | Holby City                         | Charles Campbell-Gore    | Episode: "Sins of the Father"                     |       |
| 2003      | Midsomer Murders                   | Major Godfrey Teal       | Episode: "Painted in Blood" :Episode #6.3         | [ 2 ] |
| 2003      | Ghosts of Albion: Legacy           | Sir Ludlow Swift         | Voice; Episode: #1.1                              |       |
| 2003      | Where the Heart Is                 | Ernie Wilcox             | Episode: "Love Hurts"                             |       |
| 2006      | Heartbeat                          | Denzil Witty             | Episode: "Risky Business"                         |       |
| 2006      | Marple                             | Sir Philip Starke        | Episode: "By the Pricking of My Thumbs"           |       |
| 2006      | The Catherine Tate Show            | Teddy Morris             | Episode: "Mum, I'm Gay"                           | [ 2 ] |
| 2006      | Walking with Shadows               | Mr. Barness              | TV film                                           |       |
| 2007      | The Last Detective                 | Alistair Robertson       | Episode: "The Dead Peasants Society"              |       |
| 2008      | Harley Street                      | Dudley Grainger          | Episode: #1.2                                     |       |
| 2009      | Things Talk                        | Grandfather Clock        | Voice; TV film                                    |       |

### Radio
- The Navy Lark (1959–1977)
- Three Men in a Boat (1962)[10]
- The TV Lark (1963)
- Oh, Get On with It! (med Kenneth Williams)
- The Hitchhiker's Guide to the Galaxy som Hactar
- Cousin Bette, The Poor Relation, BBC Radio 4 Classic Serial (9. – 23. april 2000)
- Drop Me Here...Darling
- The Skivers
- The House of Unspeakable Secrets (1967)
- The Scarifyers: The Secret Weapon of Doom
- Doctor Who: Medicinal Purposes (2004) som Dr. Knox
- Tomorrow, Today! (2006) som Sir Monty Havaland
- Doctor Who: Assassin in the Limelight (2008) som Dr. Knox
- Mrs Bradley: Speedy Death (2008)
- Beauty of Britain (2009) som Mr. Easterby